# NGC 7518
NGC 7518 је спирална галаксија у сазвежђу Рибе која се налази на NGC листи објеката дубоког неба.
Деклинација објекта је + 6° 19' 18" а ректасцензија 23h 13m 12,8s. Привидна величина (магнитуда) објекта NGC 7518 износи 13,3 а фотографска магнитуда 14,2. Налази се на удаљености од 10,0000 милиона парсека од Сунца. NGC 7518 је још познат и под ознакама UGC 12422, MCG 1-59-12, MK 527, IRAS 23106+0603, CGCG 406-20, KUG 2310+060, PGC 70712.